# Paran Padang (Simangambat)
Paran Padang is een bestuurslaag in het regentschap Padang Lawas Utara van de provincie Noord-Sumatra, Indonesië. Paran Padang telt 166 inwoners (volkstelling 2010).